# Gran Premio de Tailandia de Motociclismo de 2022
El Gran Premio de Tailandia de Motociclismo de 2022 (oficialmente: OR Thailand Grand Prix) fue la decimoséptima prueba del Campeonato del Mundo de Motociclismo de 2022. Tuvo lugar en el fin de semana del 30 de septiembre al 2 de octubre de 2022 en el Circuito Internacional de Chang que está situado en la localidad de Buriram, Isan, Tailandia.
La carrera de MotoGP fue ganada por Miguel Oliveira, seguido de Jack Miller y Francesco Bagnaia. Tony Arbolino fue el ganador de la prueba de Moto2, por delante de Filip Salač y Arón Canet. La carrera de Moto3 fue ganada por Dennis Foggia, Ayumu Sasaki fue segundo y Riccardo Rossi tercero.

## Resultados

### Resultados MotoGP
| Pos.    | N.º | Piloto                | Equipo                       | Constructor | Vueltas | Tiempo     | Parrilla | Puntos |
| ------- | --- | --------------------- | ---------------------------- | ----------- | ------- | ---------- | -------- | ------ |
| 1       | 88  | Miguel Oliveira       | Red Bull KTM Factory Racing  | KTM         | 25      | 41:44.503  | 11       | 25     |
| 2       | 43  | Jack Miller           | Ducati Lenovo Team           | Ducati      | 25      | +0.730     | 7        | 20     |
| 3       | 63  | Francesco Bagnaia     | Ducati Lenovo Team           | Ducati      | 25      | +1.968     | 3        | 16     |
| 4       | 5   | Johann Zarco          | Prima Pramac Racing          | Ducati      | 25      | +2.490     | 5        | 13     |
| 5       | 93  | Marc Márquez          | Repsol Honda Team            | Honda       | 25      | +2.958     | 8        | 11     |
| 6       | 23  | Enea Bastianini       | Gresini Racing MotoGP        | Ducati      | 25      | +13.257    | 6        | 10     |
| 7       | 12  | Maverick Viñales      | Aprilia Racing               | Aprilia     | 25      | +14.566    | 17       | 9      |
| 8       | 73  | Álex Márquez          | LCR Honda Castrol            | Honda       | 25      | +14.861    | 20       | 8      |
| 9       | 89  | Jorge Martín          | Prima Pramac Racing          | Ducati      | 25      | +15.365    | 2        | 7      |
| 10      | 33  | Brad Binder           | Red Bull KTM Factory Racing  | KTM         | 25      | +18.097    | 12       | 6      |
| 11      | 41  | Aleix Espargaró       | Aprilia Racing               | Aprilia     | 25      | +19.041    | 13       | 5      |
| 12      | 42  | Álex Rins             | Equipo Suzuki Ecstar         | Suzuki      | 25      | +19.659    | 10       | 4      |
| 13      | 21  | Franco Morbidelli     | Monster Energy Yamaha MotoGP | Yamaha      | 25      | +22.439    | 14       | 3      |
| 14      | 44  | Pol Espargaró         | Repsol Honda Team            | Honda       | 25      | +23.646    | 19       | 2      |
| 15      | 25  | Raúl Fernández        | Tech 3 KTM Factory Racing    | KTM         | 25      | +30.483    | 16       | 1      |
| 16      | 72  | Marco Bezzecchi       | Mooney VR46 Racing Team      | Ducati      | 25      | +33.466    | 1        |        |
| 17      | 20  | Fabio Quartararo      | Monster Energy Yamaha MotoGP | Yamaha      | 25      | +34.072    | 4        |        |
| 18      | 49  | Fabio Di Giannantonio | Gresini Racing MotoGP        | Ducati      | 25      | +36.203    | 21       |        |
| 19      | 35  | Cal Crutchlow         | WithU Yamaha RNF MotoGP Team | Yamaha      | 25      | +36.532    | 15       |        |
| 20      | 9   | Danilo Petrucci       | Equipo Suzuki Ecstar         | Suzuki      | 25      | +42.508    | 24       |        |
| 21      | 40  | Darryn Binder         | WithU Yamaha RNF MotoGP Team | Yamaha      | 25      | +49.992    | 23       |        |
| 22      | 45  | Tetsuta Nagashima     | LCR Honda Idemitsu           | Honda       | 25      | +51.346    | 22       |        |
| 23      | 10  | Luca Marini           | Mooney VR46 Racing Team      | Ducati      | 23      | +2 vueltas | 9        |        |
| Ret     | 87  | Remy Gardner          | Tech 3 KTM Factory Racing    | KTM         | 11      | Caída      | 18       |        |
| Fuente: |     |                       |                              |             |         |            |          |        |

### Resultados Moto2
La carrera originalmente programada a 24 vueltas, se acortó a 16 vueltas debido a que empezó a llover antes del comienzo de la carrera. La carrera se corrió y después de que lluvias más intensas empezaran a caer, la dirección de carrera detuvo la carrera con bandera roja después de 8 vueltas completas y decidieron no continuar la carrera. Como consecuencia, se otorgó la mitad de los puntos al no completar 2/3 de la distancia de la carrera.
| Pos.    | N.º | Piloto                  | Constructor | Vueltas | Tiempo         | Parrilla | Puntos |
| ------- | --- | ----------------------- | ----------- | ------- | -------------- | -------- | ------ |
| 1       | 14  | Tony Arbolino           | Kalex       | 8       | 15:10.854      | 2        | 12.5   |
| 2       | 12  | Filip Salač             | Kalex       | 8       | +0.251         | 12       | 10     |
| 3       | 40  | Arón Canet              | Kalex       | 8       | +3.112         | 18       | 8      |
| 4       | 96  | Jake Dixon              | Kalex       | 8       | +3.268         | 7        | 6.5    |
| 5       | 21  | Alonso López            | Boscoscuro  | 8       | +4.137         | 6        | 5.5    |
| 6       | 79  | Ai Ogura                | Kalex       | 8       | +5.715         | 3        | 5      |
| 7       | 37  | Augusto Fernández       | Kalex       | 8       | +9.862         | 8        | 4.5    |
| 8       | 16  | Joe Roberts             | Kalex       | 7       | +1 vuelta      | 17       | 4      |
| 9       | 81  | Keminth Kubo            | Kalex       | 7       | +1 vuelta      | 16       | 3.5    |
| 10      | 13  | Celestino Vietti        | Kalex       | 7       | +1 vuelta      | 5        | 3      |
| 11      | 4   | Sean Dylan Kelly        | Kalex       | 7       | +1 vuelta      | 26       | 2.5    |
| 12      | 7   | Barry Baltus            | Kalex       | 7       | +1 vuelta      | 23       | 2      |
| 13      | 29  | Taiga Hada              | Kalex       | 7       | +1 vuelta      | 29       | 1.5    |
| 14      | 75  | Albert Arenas           | Kalex       | 7       | +1 vuelta      | 15       | 1      |
| 15      | 23  | Marcel Schrötter        | Kalex       | 7       | +1 vuelta      | 22       | 0.5    |
| 16      | 51  | Pedro Acosta            | Kalex       | 7       | +1 vuelta      | 4        |        |
| 17      | 84  | Zonta van den Goorbergh | Kalex       | 7       | +1 vuelta      | 24       |        |
| 18      | 64  | Bo Bendsneyder          | Kalex       | 7       | +1 vuelta      | 13       |        |
| 19      | 22  | Sam Lowes               | Kalex       | 7       | +1 vuelta      | 19       |        |
| 20      | 9   | Jorge Navarro           | Kalex       | 7       | +1 vuelta      | 9        |        |
| 21      | 61  | Alessandro Zaccone      | Kalex       | 7       | +1 vuelta      | 25       |        |
| 22      | 28  | Niccolò Antonelli       | Kalex       | 7       | +1 vuelta      | 28       |        |
| 23      | 42  | Marcos Ramírez          | MV Agusta   | 7       | +1 vuelta      | 27       |        |
| 24      | 24  | Simone Corsi            | MV Agusta   | 7       | +1 vuelta      | 30       |        |
| 25      | 18  | Manuel González         | Kalex       | 6       | +2 vueltas     | 10       |        |
| Ret     | 19  | Lorenzo Dalla Porta     | Kalex       | 5       | Retirado       | 20       |        |
| Ret     | 52  | Jeremy Alcoba           | Kalex       | 4       | Daño por caída | 14       |        |
| Ret     | 35  | Somkiat Chantra         | Kalex       | 1       | Caída          | 1        |        |
| Ret     | 54  | Fermín Aldeguer         | Boscoscuro  | 1       | Caída          | 21       |        |
| Ret     | 6   | Cameron Beaubier        | Kalex       | 0       | Caída          | 11       |        |
| Fuente: |     |                         |             |         |                |          |        |

### Resultados Moto3
| Pos.    | N.º | Piloto               | Constructor | Vueltas | Tiempo              | Parrilla | Puntos |
| ------- | --- | -------------------- | ----------- | ------- | ------------------- | -------- | ------ |
| 1       | 7   | Dennis Foggia        | Honda       | 22      | 37:52.331           | 1        | 25     |
| 2       | 71  | Ayumu Sasaki         | Husqvarna   | 22      | +1.524              | 3        | 20     |
| 3       | 54  | Riccardo Rossi       | Honda       | 22      | +2.804              | 7        | 16     |
| 4       | 82  | Stefano Nepa         | KTM         | 22      | +9.414              | 4        | 13     |
| 5       | 28  | Izan Guevara         | Gas Gas     | 22      | +9.527              | 11       | 11     |
| 6       | 10  | Diogo Moreira        | KTM         | 22      | +9.971              | 5        | 10     |
| 7       | 16  | Andrea Migno         | Honda       | 22      | +9.610              | 14       | 9      |
| 8       | 5   | Jaume Masià          | KTM         | 22      | +10.033             | 2        | 8      |
| 9       | 44  | David Muñoz          | KTM         | 22      | +10.046             | 10       | 7      |
| 10      | 6   | Ryusei Yamanaka      | KTM         | 22      | +10.088             | 9        | 6      |
| 11      | 96  | Daniel Holgado       | KTM         | 22      | +14.571             | 6        | 5      |
| 12      | 66  | Joel Kelso           | KTM         | 22      | +23.432             | 12       | 4      |
| 13      | 99  | Carlos Tatay         | CFMoto      | 22      | +23.763             | 23       | 3      |
| 14      | 43  | Xavier Artigas       | CFMoto      | 22      | +23.842             | 24       | 2      |
| 15      | 19  | Scott Ogden          | Honda       | 22      | +23.868             | 22       | 1      |
| 16      | 20  | Lorenzo Fellon       | Honda       | 22      | +24.232             | 15       |        |
| 17      | 53  | Deniz Öncü           | KTM         | 22      | +24.055             | 16       |        |
| 18      | 23  | Elia Bartolini       | KTM         | 22      | +40.092             | 21       |        |
| 19      | 21  | Vicente Pérez        | Honda       | 22      | +40.094             | 26       |        |
| 20      | 48  | Iván Ortolá          | KTM         | 22      | +40.228             | 25       |        |
| 21      | 64  | Mario Aji            | Honda       | 22      | +40.366             | 29       |        |
| 22      | 22  | Ana Carrasco         | KTM         | 22      | +43.876             | 28       |        |
| 23      | 70  | Joshua Whatley       | Honda       | 22      | +48.480             | 27       |        |
| 24      | 9   | Nicola Fabio Carraro | KTM         | 22      | +54.747             | 30       |        |
| 25      | 72  | Taiyo Furusato       | Honda       | 19      | +3 vueltas          | 13       |        |
| Ret     | 11  | Sergio García        | Gas Gas     | 14      | Daño por caída      | 20       |        |
| Ret     | 24  | Tatsuki Suzuki       | Honda       | 7       | Problemas mecánicos | 18       |        |
| Ret     | 17  | John McPhee          | Husqvarna   | 7       | Daño por caída      | 8        |        |
| Ret     | 27  | Kaito Toba           | KTM         | 1       | Caída               | 17       |        |
| Ret     | 31  | Adrián Fernández     | Honda       | 0       | Caída               | 19       |        |
| 1.      |     |                      |             |         |                     |          |        |
| Fuente: |     |                      |             |         |                     |          |        |